# Rekombinaza Cre
Rekombinaza Cre – topoizomeraza typu I pochodząca z bakteriofaga P1, która katalizuje zlokalizowaną rekombinację cząsteczek DNA między sekwencjami zwanymi loxP. Sekwencja loxP ma długość 34 par zasad i składa się z dwóch odcinków o długości 13 pz o identycznej sekwencji ale odwrotnej orientacji, które otaczają rdzeń - asymetryczną sekwencję o długości 8 pz. 
W biologii molekularnej system Cre/loxP umożliwia ukierunkowane wycinanie fragmentów genomu. Do genomu organizmu należy wprowadzić gen kodujący rekombinazę Cre, a także umieścić elementy loxP w taki sposób, aby otaczały gen, który ma zostać usunięty. Kiedy komórka rozpocznie produkcję rekombinazy Cre, gen otoczony sekwencjami loxP zostanie wycięty. Dzięki umieszczeniu genu Cre pod kontrolą odpowiedniego promotora (np. tkankowo-specyficznego lub indukowalnego) można pozbawić organizm genu tylko w niektórych tkankach lub w odpowiedzi na określone czynniki.
Modyfikacje tego enzymu pozwoliły na uzyskanie między innymi rekombinazy Tre, dzięki której można usunąć wirus HIV z genomów zainfekowanych komórek w hodowlach tkankowych.